# Östliche Kieler Bucht
Östliche Kieler Bucht este o arie protejată (arie de protecție specială avifaunistică — SPA) din Germania întinsă pe o suprafață de 74.690 ha, integral pe uscat.

## Localizare
Centrul sitului Östliche Kieler Bucht este situat la coordonatele 54°26′20″N 10°47′51″E / 54.4389°N 10.7975°E.

## Înființare
Situl Östliche Kieler Bucht a fost declarat arie de protecție specială avifaunistică în septembrie 2004 pentru a proteja 42 de specii de animale.

## Biodiversitate
Situată în ecoregiunea continentală, aria protejată nu include niciun habitat protejat.
La baza desemnării sitului se află mai multe specii protejate de  păsări (42): ciocârlie-de-câmp (Alauda arvensis), pescăruș albastru (Alcedo atthis), rață lingurar (Anas clypeata), rață cârâitoare (Anas querquedula), Anas strepera strepera, Anser albifrons albifrons, gâscă cenușie (Anser anser), fâsă de luncă (Anthus pratensis), rață-cu-cap-castaniu (Aythya ferina), rața moțată (Aythya fuligula), Aythya marila, buhai de baltă (Botaurus stellaris stellaris), Branta leucopsis, buha (Bubo bubo), Bucephala clangula, prundaș gulerat mare (Charadrius hiaticula), chirighiță neagră (Chlidonias niger), erete de stuf (Circus aeruginosus), Clangula hyemalis, prepeliță (Coturnix coturnix), cristeiul de câmp (Crex crex), lebădă de iarnă (Cygnus cygnus), ciocănitoarea de stejar (Dendrocopos medius), ciocănitoare neagră (Dryocopus martius), presură sură (Emberiza calandra), becațină comună (Gallinago gallinago), Grus grus grus, codalb (Haliaeetus albicilla), sfrâncioc roșiatic (Lanius collurio), pescăruș-cu-cap-negru (Larus melanocephalus), Luscinia svecica cyanecula, ferestraș mic (Mergus albellus), ploier auriu (Pluvialis apricaria), cresteț pestriț (Porzana porzana), ciocântors (Recurvirostra avosetta), mărăcinar (Saxicola rubetra), eider (Somateria mollissima), chiră mică (Sterna albifrons), chiră de baltă (Sterna hirundo), Sterna paradisaea, fluierarul cu picioare roșii (Tringa totanus), nagâț (Vanellus vanellus).